# Rhipidolestes jucunda
Rhipidolestes jucunda är en trollsländeart som beskrevs av Maurits Anne Lieftinck 1948. Rhipidolestes jucunda ingår i släktet Rhipidolestes och familjen Megapodagrionidae. Inga underarter finns listade i Catalogue of Life.